# L'Absinthe
Pour les articles homonymes, voir absinthe.
Dans un café — dite aussi L’Absinthe — est une célèbre peinture d'Edgar Degas composée entre 1875 et 1876 à Paris et conservée au musée d'Orsay.

## Description
Dans un café (ou L'Absinthe) est une huile sur toile de dimensions 92 × 68,5 cm. La signature « Degas » apparaît en bas, à gauche, inscrite par le peintre sur la page d'un journal, enroulée sur un tuteur de lecture (ou « porte-journal »).
Les deux personnages représentés, une femme et un homme, sont l'actrice Ellen Andrée et le peintre et graveur Marcellin Desboutin. Tous deux ont été également peints par Édouard Manet. Devant la femme est posé un verre rempli d'absinthe, liqueur verte qui, mêlée à l'eau, prend cette teinte vitreuse et nacrée. On remarque que le regard de cette femme est abattu (vague, elle fixe un point obscur), ou paraît fatigué, les épaules voûtées,. L'homme fume la pipe et scrute la salle, à droite, hors-champ. Les tons dominants utilisés par l'artiste sont le gris, le marron et le noir : le gris des marbres des tables de café, des journaux, des rideaux enfumés et des visages ; le marron des banquettes et de la robe ; le noir du costume de l'homme et des ombres.
La scène se passe au café de la Nouvelle Athènes, place Pigalle, alors lieu de réunion des Impressionnistes.

## Histoire de l'œuvre
Edgar Degas note dans un carnet vers 1875 qu'il projette de peindre un tableau avec la mention suivante « Hélène et Desboutin dans un café ». Il s'agit du tableau L'Absinthe dans lequel le peintre Marcellin Desboutin est assis à côté d'Hélène Andrée. Cette scène de café est située dans le Café de la Nouvelle Athènes. Le portrait des deux personnages, dans lequel l'historienne de l'art Françoise Cachin voit des « épaves urbaines », déplut fort à Hélène Andrée qui dira plus tard « le monde renversé, quoi ! Et nous avons l'air de deux andouilles » . Non seulement son visage semble déformé, mais l'absinthe qui se tient devant elle l'a particulièrement surprise, car Desboutin, assis à côté d'elle, n'est pas amateur d'alcools forts.
Le titre originel de ce tableau est Dans un café : il est présenté à Paris dans la Deuxième exposition des impressionnistes en 1876[réf. à confirmer], puis à Londres la même année. Il fait scandale, le thème étant jugé trivial, mais est acquis et rentre dans une collection privée. Il passe ensuite par différents propriétaires britanniques ou français. En 1893, il est de nouveau exposé au public, aux Galeries Grafton à Londres, et fait de nouveau scandale. Il est acquis cette année-là par le comte de Camondo. Ce banquier passionné d'art dispose d'une collection de tableaux impressionnante, de Jean-François Millet, d'Eugène Delacroix, de Pierre Puvis de Chavannes, de Jean-Baptiste Camille Corot, etc., des estampes japonaises également, mais durant les années 1890, il acquiert surtout des œuvres impressionnistes, ou de peintres proches de ce mouvement pictural. À partir de 1897, il commence à en faire don, par ensembles successifs, à l'État français, via le musée du Louvre notamment, mais ce tableau de Degas est un de ceux qu'il conserve jusqu'à sa mort en 1911. Le legs à l'État de ce tableau intervient à ce moment-là,. Après être rentré dans les collections publiques est accroché au Musée du Louvre et au Musée du Jeu de Paume, puis en 1986, à la création du Musée d'Orsay, rejoint la collection permenente de ce musée. Par ailleurs, l'ancienne résidence des Camondo est devenue un musée, le musée Nissim-de-Camondo, mais regroupe plutôt du mobilier du XVIIIe siècle légué par une autre branche de cette famille à l'État français.

## Style
Du point de vue de la manière, Degas innove ici par son traitement atypique du cadrage, ici décentré, dont la violente asymétrie souligne l'isolement des personnages : la main et la pipe de l'homme sont coupées, la table et le journal au premier plan à gauche sont sectionnées de manière antidiagonale. Cette manière de décadrage et de construction du plan de l'image, marque de fabrique de l'artiste, se retrouve dans de nombreux tableaux comme Le Champ de courses (1876-1887), Fin d'arabesque (pastel, 1876), exécutés après celui-ci, et également conservés au musée d'Orsay.

## Postérité
Pablo Picasso lui rend hommage en 1901, au début de la Période bleue, avec La Buveuse d'absinthe.